# Joseph Milik
Pour les articles homonymes, voir Milik.
Józef Tadeusz Milik (Seroczyn, 24 mars 1922 - Antony, 6 janvier 2006) est un prêtre catholique originaire de Pologne et archéologue spécialisé de la Bible connu pour avoir découvert, traduit et publié les fragments en araméen du livre de Hénoc et autres Manuscrits de Qumrân, en collaboration avec Dominique Barthélemy, Roland de Vaux et plus. 
Multilingue, Milik parlait le russe, l'italien, le français, l'allemand, l'anglais, outre le polonais, ainsi que plusieurs langues mortes.

## Principales étapes de sa vie
- 1944 : il intègre l'université catholique de Lublin pour apprendre l'hébreu, le grec, le latin, l'araméen et le syriaque.
- 1946 : il est ordonné prêtre à Varsovie
- Fin des années 1940 : il rejoint l'Institut pontifical oriental et l'Institut biblique pontifical pour apprendre l'arabe et le géorgien, l'ougaritique, l'akkadien, le sumérien, l'égyptien et le hittite
- 1957 : il publie Dix ans de découvertes dans le désert de Juda
- 1969 : il se marie, quitte la prêtrise et déménage à Paris
- 1976 : il publie Les livres d'Hénoch : fragments araméens

Milik a travaillé comme chercheur au Centre national de la recherche scientifique jusqu'à sa retraite en 1987.